# Juul Kabas
Juul Kabas, geboren als Juliaan Rafaël Deckx, (Retie, 10 oktober 1944 – aldaar, 18 juli 2022) was een Vlaamse volkszanger.

## Levensloop
Kabas was de jongere broer van Marc Dex en de oom van Barbara Dex. Hij begon in het orkest van zijn oudere broer in diens topperiode en zorgde hierin voor de komische noot, tot hij zelf zijn eerste hit scoorde. Zijn bekendste nummers zijn Ze noemen mij de Juul Kabas (1969, de bestverkochte single in Vlaanderen in 1970) en 't Zijn zotten die werken (1979).
Begin 1972 haalde Kabas een stunt uit: hij liet zich door ontevreden Beerschotsupporters ontvoeren. Hij had twee anti-Beerschot liederen uitgebracht (Vooruit na Beerschot en Wij zijn de mannekes van het Kiel), waarin hij zich vrolijk maakte over het feit dat Beerschot naar tweede klasse zou zakken.
Vanaf 1980 baatte hij samen met zijn echtgenote café-taverne 't Lindenhof in Retie uit, maar die had hij een aantal jaren geleden van de hand gedaan. Hij bleef er wel trouwe klant en ook in "Meulezicht" was hij een regelmatige maar onopvallende bezoeker. 
In 1999 vierde hij zijn 30jarig jubileum als artiest en tot zijn overlijden toerde hij door Vlaanderen. In 2009 werd hij samen met broer en zijn nicht Barbara Dex opgenomen in de eregalerij van Radio 2 voor een leven vol muziek. In 2014 ontving Juul Kabas in Retie de Prijs Culturele Verdienste 2014.
Juul Kabas overleed in de nacht van 17 op 18 juli 2022 op 77-jarige leeftijd aan de gevolgen van een hartaderbreuk.